# مراوة تبة
مراوة تبة (بالفارسية: مراوه‌تپه) هي منطقة سكنية تقع في إيران في قسم. يقدر عدد سكانها بـ 5,602 نسمة .